# 196 км (платформа, Дніпро, Самарський район)
196 кіломе́тр — пасажирська зупинна залізнична платформа Дніпровської дирекції Придніпровської залізниці на електрифікованій лінії Самар-Дніпровський — Нижньодніпровськ-Вузол  між станціями Нижньодніпровськ-Вузол (3 км) та Самарівка (7 км). Розташована у місцевості Шевченко Самарського району Дніпра.

## Пасажирське сполучення
На Платформі 196 км зупиняються приміські поїзди, а також поїзди, що прямують до Берестина, при чому через наявність лише однієї платформи поїзди у зворотному напрямку з Берестина прямують без зупинки.